# Gordon Clapp
Gordon Clapp (North Conway, 24 settembre 1948) è un attore statunitense.

## Biografia
Nato a North Conway, nel New Hampshire. Si è laureato al Williams College nel 1971, dove incontrò David Strathairn e John Sayles. Ha studiato anche al National Theatre Institute presso l'Eugene O'Neill Theatre Center.
È apparso in numerosi programmi TV come Il supermercato più pazzo del mondo e Giudice di notte, oltre a numerosi spettacoli teatrali. Ha recitato in film come Return of the Secaucus 7, Running - Il vincitore, Matewan, Otto uomini fuori, Termini Station, Carrie 2 - La furia, Regole d'onore, La costa del sole e Flags of Our Fathers. Dal 1993 al 2005, ha interpretato il detective Greg Medavoy nella serie NYPD - New York Police Department, per il quale ha vinto un Emmy.
Nel 2007, interpreta il Coach Mad Maddox nella commedia Cambio di gioco. Nello stesso anno comparve anche nel revival dell'opera teatrale di David Mamet, vincitrice del Premio Pulitzer, Glengarry Glen Ross, a Broadway, prendendo una nomination ai Tony Awards per il miglior attore non protagonista in un'opera teatrale. Comparve anche nel decimo episodio della terza stagione di Ghost Whisperer - Presenze nei panni di Alan Silver.
Nel 1995, ha interpretato Padre Paul nel film televisivo Her Hidden Truth. Nel 2007 ha doppiato Horny The Clown nel film horror Drive-Thru. Nello stesso anno, è apparso nel secondo episodio della seconda stagione di Criminal Minds nel ruolo del Detective Dick Walenski. Nel 2008 ha interpretato un agente di polizia corrotto in un episodio di Cold Case - Delitti irrisolti. Ha interpretato l'antagonista principale, il generale Peter Randall, nel videogioco Prototype. Ha anche interpreto il padre di Ellen (Rose Byrne) nella serie Damages.
Nel 2014 ha un ruolo ricorrente in Chicago Fire, nel ruolo del cappellano Orlovsky.
Nel 2021 ha avuto un ruolo importante nell'acclamata serie della HBO Omicidio a Easttown, interpretando il testimone chiave Pat Ross.

## Vita privata
È stato sposato con l'attrice Deborah Taylor dal 1986 al 1999. Dal 5 novembre del 2016 è sposato con Elisabeth Gordon.

## Filmografia parziale

### Cinema
- Running - Il vincitore (Running), regia di Steven Hilliard Stern (1979)
- Matewan, regia di John Sayles (1987)
- Otto uomini fuori (Eight Men Out), regia di John Sayles (1988)
- Termini Station, regia di Allan King (1989)
- Corso di anatomia (Gross Anatomy), regia di Thom Eberhardt (1989)
- Carrie 2 - La furia (The Rage: Carrie 2), regia di Katt Shea (1999)
- Regole d'onore (Rules of Engagement), regia di William Friedkin (2000)
- La costa del sole (Sunshine State), regia di John Sayles (2002)
- Moonlight Mile - Voglia di ricominciare (Moonlight Mile), regia di Brad Silberling (2002)
- Flags of Our Fathers, regia di Clint Eastwood (2006)
- Cambio di gioco (The Game Plan), regia di Andy Fickman (2007)
- Falling Up, regia di David M. Rosenthal (2009)
- The Perfect Guy, regia di David M. Rosenthal (2015)

### Televisione
- ABC Weekend Special – serie TV, un episodio (1985)
- Il supermercato più pazzo del mondo (Check It Out!) – serie TV, 49 episodi (1985-1988)
- Poliziotto a 4 zampe (Katts and Dog) – serie TV, un episodio (1988)
- Sacrificio d'amore (Small Sacrifices), regia di David Greene – film TV (1989)
- Caro John (Dear John) – serie TV, un episodio (1990)
- Giudice di notte (Night Court) – serie TV, un episodio (1990)
- Cop Rock – serie TV, un episodio (1990)
- E.N.G. - Presa diretta (E.N.G.) – serie TV, 2 episodi (1990-1993)
- Fever - Ultimo desiderio: uccidi! (Fever), regia di Larry Elikann – film TV (1991)
- Blue Jeans (The Wonder Years) – serie TV, un episodio (1992)
- Street Legal – serie TV, 2 episodi (1992)
- In compagnia dell'assassino (Kiss of a Killer), regia di Larry Elikann – film TV (1993)
- Civil Wars – serie TV, un episodio (1993)
- Cin cin (Cheers) – serie TV, un episodio (1993)
- Star Trek: Deep Space Nine – serie TV, un episodio (1993)
- Wings – serie TV, un episodio (1990)
- NYPD - New York Police Department (NYPD Blue) – serie TV, 256 episodi (1993-2005)
- Oltre i limiti (The Outer Limits) – serie TV, un episodio (1995)
- Perfetti... ma non troppo (Less Than Perfect) – serie TV, un episodio (2003)
- Senza traccia (Without a Trace) – serie TV, un episodio (2005)
- Deadwood – serie TV, 2 episodi (2005-2006)
- Law & Order - Unità vittime speciali (Law & Order: Special Victims Unit) – serie TV, un episodio (2006)
- Detective Monk (Monk) – serie TV, un episodio (2006)
- CSI - Scena del crimine (CSI: Crime Scene Investigation) – serie TV, un episodio (2007)
- Criminal Minds – serie TV, un episodio (2007)
- Private Practice – serie TV, un episodio (2007)
- Ghost Whisperer - Presenze (Ghost Whisperer) – serie TV, un episodio (2007)
- Damages – serie TV, 3 episodi (2007-2012)
- Cold Case - Delitti irrisolti (Cold Case) – serie TV, un episodio (2008)
- Taking Chance - Il ritorno di un eroe (Taking Chance), regia di Ross Katz – film TV (2009)
- In Plain Sight - Protezione testimoni (In Plain Sight) – serie TV, un episodio (2011)
- Perception – serie TV, un episodio (2013)
- Grey's Anatomy – serie TV, un episodio (2013)
- Mob City – serie TV, 4 episodi (2013)
- Chicago Fire – serie TV, 11 episodi (2014-2018)
- Elementary – serie TV, un episodio (2016)
- Omicidio a Easttown (Mare of Easttown) – serie TV, un episodio (2021)
- American Rust - Ruggine americana (American Rust) – serie TV, 4 episodi (2021)

## Doppiatori italiani
Nelle versioni in italiano delle opere in cui ha recitato, Gordon Clapp è stato doppiato da:
- Mino Caprio ne Il supermercato più pazzo del mondo, Damages (ep. 1x18, 3x03)
- Luciano Roffi in NYPD - New York Police Department, Detective Monk
- Emilio Cappuccio in Star Trek: Deep Space Nine
- Diego Reggente in Law & Order - Unità vittime speciali
- Carlo Valli in CSI - Scena del crimine
- Enzo Avolio in Private Practice
- Saverio Moriones in Criminal Minds
- Bruno Alessandro in Ghost Whisperer - Presenze
- Sergio Tedesco in Cold Case - Delitti irrisolti
- Antonio Angrisano in Taking Chance - Il ritorno di un eroe
- Manlio De Angelis in Damages (ep. 5x09)
- Daniele Valenti in Perception
- Gerolamo Alchieri in Grey's Anatomy
- Michele Gammino in Chicago Fire
- Luca Biagini in American Rust - Ruggine americana